# Viktor Ramstedt
Reinhold Viktor Ramstedt, född 21 november 1854 i Jakob och Johannes församling, Stockholm, död 6 maj 1919 i Engelbrekts församling, Stockholms stad, var en svensk grosshandlare och riksdagsman.
Han gifte sig den 3 november 1881 med Naema Kristina Gabriella Hallström, född 23 september 1857.

## Biografi
Viktor Ramstedt föddes på Brunkebergstorg 18 i kvarteret Åskslaget på Norrmalm i Stockholm, som son till klädesfabrikören Reinhold Ramstedt (1819–1894) och dennes hustru Maria Sofia Haeggström (1830–1910). Han var yngre bror till politikern och statsministern Johan Ramstedt (1852–1935). Viktor Ramstedt var verksam som grosshandlare i Stockholm och var i riksdagen ledamot av andra kammaren 1894–1896, invald i Stockholms stads fjärde valkrets. Han var suppleant i Riksgäldsfullmäktige 1896–1907.
Utöver dessa uppdrag var Ramstedt även ordförande i styrelsen för Sveriges Allmänna Handelsförening och i dess förvaltningsutskott, ordförande i styrelsen för Borgerskapets Änkehus, riddare av Kungliga Nordstjärneorden, riddare av Kungliga Vasaorden, kommendör 2:a graden av Danska Dannebrogsorden samt kommendör 2:a klassen av Norska S:t Olafsorden (NS:tOO). Viktor Ramstedt avled den 6 maj 1919. Han ligger begravd på Norra begravningsplatsen i Stockholm, område 11D och gravplats nr 42.